# Skipsea Brough
Skipsea Brough – osada w Anglii, w hrabstwie East Riding of Yorkshire. Leży 27 km na północ od miasta Hull i 274 km na północ od Londynu.